# ۲۹۳۳ کهربا
سیارک ۲۹۳۳ (به انگلیسی: 2933 Amber، نامگذاری:1983HN) دو هزار و نهصد و سی و سومین سیارک کشف شده‌است که در ۱۸ آوریل ۱۹۸۳ کشف شد.
قدر مطلق سیارک برابر ۱۱٫۷۰ است.